# Guido Grandi
Dom Luigi Guido Grandi OSBCam. (1. října 1671 – 4. července 1742) byl italský kamaldulský kněz, filosof, teolog, matematik a inženýr, jeden z předních matematiků první poloviny 18. století. Byl dvorním matematikem a správcem vodních zdrojů Toskánského velkovévodství, členem britské Královské společnosti a profesorem matematiky na Univerzitě v Pise. Renomé získal svými geometrickými pracemi v oblasti křivek.